# Llegendes de passió
Llegendes de passió (títol original en anglès Legends of the Fall) és una pel·lícula estatunidenca dirigida per Edward Zwick i estrenada l'any 1994. Ha estat doblada al català.

## Argument
Tres germans de caràcters molt diferents viuen en un apartat ranxo de Montana amb el seu pare, un militar retirat desencantat de la societat. La Primera Guerra Mundial i una bella dona canviaran el destí de cadascun per sempre. William Ludlow (Anthony Hopkins) és un coronel abandonat per la seva dona que ha criat els seus tres fills en un gran ranxo, als turons de les muntanyes rocoses. Els seus fills són l'indòmit Tristan (Brad Pitt), l'assenyat Alfred (Aidan Quinn) i el menor Samuel (Henry Thomas), que acaba de portar al ranxo la seva bella promesa, Susannah (Julia Ormond).

## Repartiment
- Brad Pitt: Tristan Ludlow
- Anthony Hopkins: Coronel William Ludlow
- Aidan Quinn: Alfred Ludlow
- Julia Ormond: Susannah Fincannon Ludlow
- Henry Thomas: Samuel Ludlow
- Karina Lombard: Isabel Two Decker Ludlow
- Gordon Tootoosis: One Stab
- Christina Pickles: Isabel Ludlow
- Paul Desmond: Decker
- Tantoo Cardinal: Pet Decker
- Robert Wisden: John T. O'Banion
- John Novak: James O'Banion
- Kenneth Welsh: Xèrif Tynert
- Bart the Bear: The Bear

## Premis
- Oscar a la millor fotografia i nominada a l'Oscar per la millor direcció artística (Lilly Kilvert i Dorrea Cooper) i millor so (Paul Massey, David E. Campbell, Chris David i Douglas Ganton) el 1995.
- Nominada al Globus d'Or a la millor pel·lícula dramàtica, millor director de llargmetratge, millor banda sonora i millor actor dramàtic (Brad Pitt) el 1995.